# Підгірне (Хустський район)
Підгі́рне — село в Україні, в Закарпатській області, Хустському районі. Входить до складу Іршавської міської громади.

## Історія
Унікальною пам'яткою є Колоднянські Кургани, які відносяться до культури праслов'ян, яку ще називають Куштановицькою культурою. Біля села Ільниця в урочищі Вацок у І-ІІ століттях знаходилася стоянка германських племен. Також, археологічні знахідки підтверджують, що життя людей на околицях Підгірного (Волоського) було з давніх-давен. В урочищі Ферма, праворуч від дороги Брід — Підгірне знаходиться відомий курган. В народі кажуть, що він наче росте з кожним роком. Високий земляний насип над стародавнім похованням має форму земляного насипу, ізольоване округле підвищення, розташоване на рівнині з різко вираженою підошовною лінією, що вказує на штучне походження.
В урочищі Гать в 1893 році знайдено великий бронзовий скарб доби пізньої бронзи. В колекцію Т. Легоцького потрапило десять предметів. В урочищі Кална — знаходиться курганний могильник Куштановицької культури. Досліджувався в 1971 році експедицією. Єдиним поховальним обрядом було тілоспалення, що здійснювалося на місці поховання або на стороні. Залишки кремації розміщувалися в урнах, ямках, кістки зсипалися на купку чи залишалися на місці кремації. Це й знаходили при розкопках.
Герб родини Сомосі, із написом давньої назви села — Чертеж. Імовірно, село входило до земель, що належали цій родині. Згідно зі записами із посилання, герб був синій, на зеленій підставці, ноги в людини нарізно, жовті чоботи, червоне плаття, шапка із хутра, правою тримає меч, лівою рукою стегно, піхви шаблі висять на боці. Форма щита у вигляді півмісяця.

## Релігія
храм св. арх. Михайла. 1840.
Найдавніша згадка про місцеву церкву належить до 1692 р. Переказують, що теперішню муровану церкву вибудували до вікон, а потім будівництво зупинилося. До 1928 р. дахи були вкриті шинґлами. Церква має добрий іконостас та інші предмети старого різьблення, але оригінальних ікон уже немає.
Дерев'яна дзвіниця — характерна для сіл під полонинами Боржавського хребта, але вся оббита бляхою.
Великий дзвін відлив Ласло Альберт у 1861 р. (священик твердив, що це рік спорудження церкви), а інші три виготовив Ф. Еґрі в 1927 р. (можливо, близько того року збудовано дзвіницю). Громада в селі — православна, а розвиток православ'я пов'язаний з діяльністю місцевого священика монаха о. Серафима (Михайло Бровді), який був також добрим столяром, бджолярем і лікарем. У селі була маленька дерев'яна православна церква, збудована в формі хати, яку розібрали в 1946—1947 роках.

## Населення
Згідно з переписом УРСР 1989 року чисельність наявного населення села становила 1086 осіб, з яких 521 чоловік та 565 жінок.
За переписом населення України 2001 року в селі мешкало 1057 осіб.

### Мова
Розподіл населення за рідною мовою за даними перепису 2001 року:
| Мова       | Відсоток |
| ---------- | -------- |
| українська | 98,96 %  |
| російська  | 0,76 %   |
| білоруська | 0,09 %   |
| вірменська | 0,09 %   |

## Туристичні місця
- Колоднянські Кургани
- Неподалік від села є урочище Гучало, в якому гірська річечка утворила каскад водоспаду, вода якого спадає з серії кам'яних уступів довжиною близько 6-7 метрів. 
- храм св. арх. Михайла. 1840.